# Seat Fura
SEAT Fura var en bilmodel fra SEAT bygget mellem 1981 og 1984. Den var baseret på Fiat 127, som SEAT havde bygget på licens siden 1972.

## Udvikling
Da produktionslicensen for 127 udløb, var SEAT nødsaget til at udvikle en ny version med et nyt navn, som kom på markedet med et nyt front- og bagparti i september 1981 til modelåret 1982. Fura fandtes som tre- og femdørs hatchback, mens de to- og firedørs sedanversioner af 127 udgik. Modellen havde femtrins manuel gearkasse som standardudstyr.
Ud over motorerne fra forgængeren på 903 cm³ med 35 kW (48 hk) og 1010 cm³ med 38 kW (52 hk) fandtes Fura fra starten af 1983 også med motoren fra SEAT 1430 på 1438 cm³ med 55 kW (75 hk). Denne version, som var seriens topmodel, hed Fura Crono og var udstyret med spoilere fortil og bagtil samt unikke 13" alufælge. Motoren med dobbelt karburator, som også gjorde tjeneste i Fiat/SEAT 124, gav bilen en tophastighed på 160 km/t og en acceleration fra 0 til 100 km/t på 10,8 sekunder.
I 1983 fik Fura et let facelift med mindre forlygter og blinklys. I december 1984 blev produktionen af Fura indstillet. Sammen med sin forgænger 127 var Fura den mest succesfulde model (med mere end 1,3 mio. producerede eksemplarer) fra den spanske bilfabrikant.
- SEAT Fura L bagfra
- SEAT Fura femdørs

Under navnet El Nasr Super Fura blev bilen bygget på licens af NASCO i Kairo, Egypten.

## Motorsport
SEAT Fura Crono blev benyttet i "Copa Fura"-rallyserien, som blev lanceret i 1983 og afviklet i 1985. Bilerne blev tunet af Abarth og ydede 66 kW (90 hk).